# Bohinjska Bela
Bohinjska Bela je razložena vas v Občini Bled, deli se na Zgornjo in Spodnjo vas. Leži nad levim bregom Save Bohinjke, okoli 3 kilometre od Blejskega jezera v smeri proti Bohinju. Ime vasi izhaja iz imena Bohinj, čeprav je slednji oddaljen za dobrih 20 km. Med letoma 1900 in 1906 je bila skozi vas speljana Bohinjska proga, nekdanja železniška postaja Bohinjska Bela pa danes ponuja predvsem turistične storitve. Južno od vasi, preko Save Bohinjke, se ponuja razgled na vas Kupljenik, hrib Gradišče in severni rob planote Jelovica z znamenitim skalnim vrhom, imenovanim Babji zob, pod katerim se nahaja tudi kraška jama. Vodeni ogledi jame so ob nedeljah do 15. ure. V skalnih pečinah nad vasjo, poleg plezališča Bohinjska Bela, se nahaja 24 m visok Slap pod Iglico, ki pada v zajezen tolmun. Na obrobju vasi stoji Župnijska cerkev sv. Marjete, ki je bila zgrajena v renesančnem slogu začetek 17. stoletja, stoletje kasneje pa je bila barokizirana. Stenske poslikave je leta 1907 prispeval Anton Jebačin. V vasi je bila leta 1934 za potrebe Vojske Kraljevine Jugoslavije zgrajena Vojašnica Bohinjska Bela, ena najstarejših vojašnic, zgrajenih na področju Slovenije, ki deluje še danes.

## Galerija
- Spodnja vas z vojašnico in železniško postajo.
- Slap pod Iglico.
- Stene plezališča.
- Župnijska cerkev svete Marjete.